# Plator kashmirensis
Plator kashmirensis is een spinnensoort uit de familie Trochanteriidae. De soort komt voor in India.